# Indywidualny pakiet radioochronny

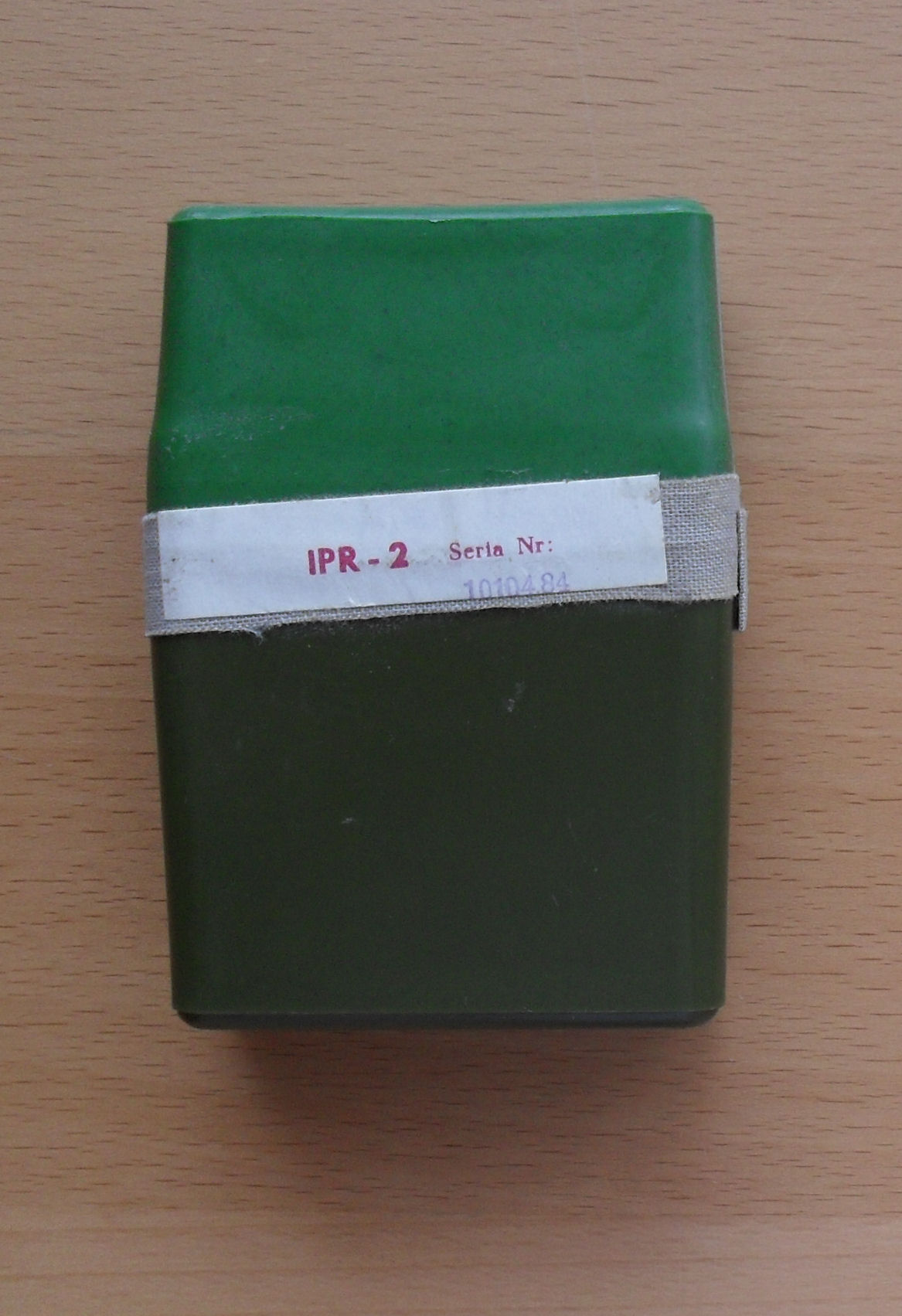
IPR rocznik 1984 wygląd pudełka (ćwiczebny)

Indywidualny pakiet radioochronny (IPR) – zestaw substancji do stosowania po skażeniu promieniotwórczym i po skażeniu bojowymi środkami chemicznymi.
Składniki IPR umieszczono w pudełku z tworzywa sztucznego koloru oliwkowego o wymiarach 107×78×32 mm. Masa pełnego pakietu to około 86 g.
W skład zestawu wchodzą:
- oksytetracyklina (4 drażetki po 250 mg)
- diazepam (5 tabletek po 5 mg) – lek działający uspokajająco; stosuje się go w przypadkach szoku występującego u żołnierzy; zażywać należy ten specyfik w ilości 2-3 tabletek jednorazowo[1].
- chloropromazyna (5 tabletek po 25 mg)
- cysteamina (opisana jako cystamin) (5 tabletek po 200 mg) – zmniejsza wrażliwość komórek organizmu na działanie promieniowania jonizującego poprzez niedopuszczenie lub hamowanie tworzenia wolnych rodników przed działaniem promieniowania jonizującego; przed spodziewanym napadem oraz po opuszczeniu terenu skażonego, na rozkaz dowódcy należy zażyć 2 tabletki jednorazowo[2].
- jodek potasu (5 tabletek po 100 mg) – blokuje tarczycę przed wchłanianiem izotopów radioaktywnych jodu; przed wejściem w teren skażony substancją promieniotwórczą zażywa się jedną tabletkę[2]
- obidoksym (ampułkostrzykawka)
- petydyna (ampułkostrzykawka).

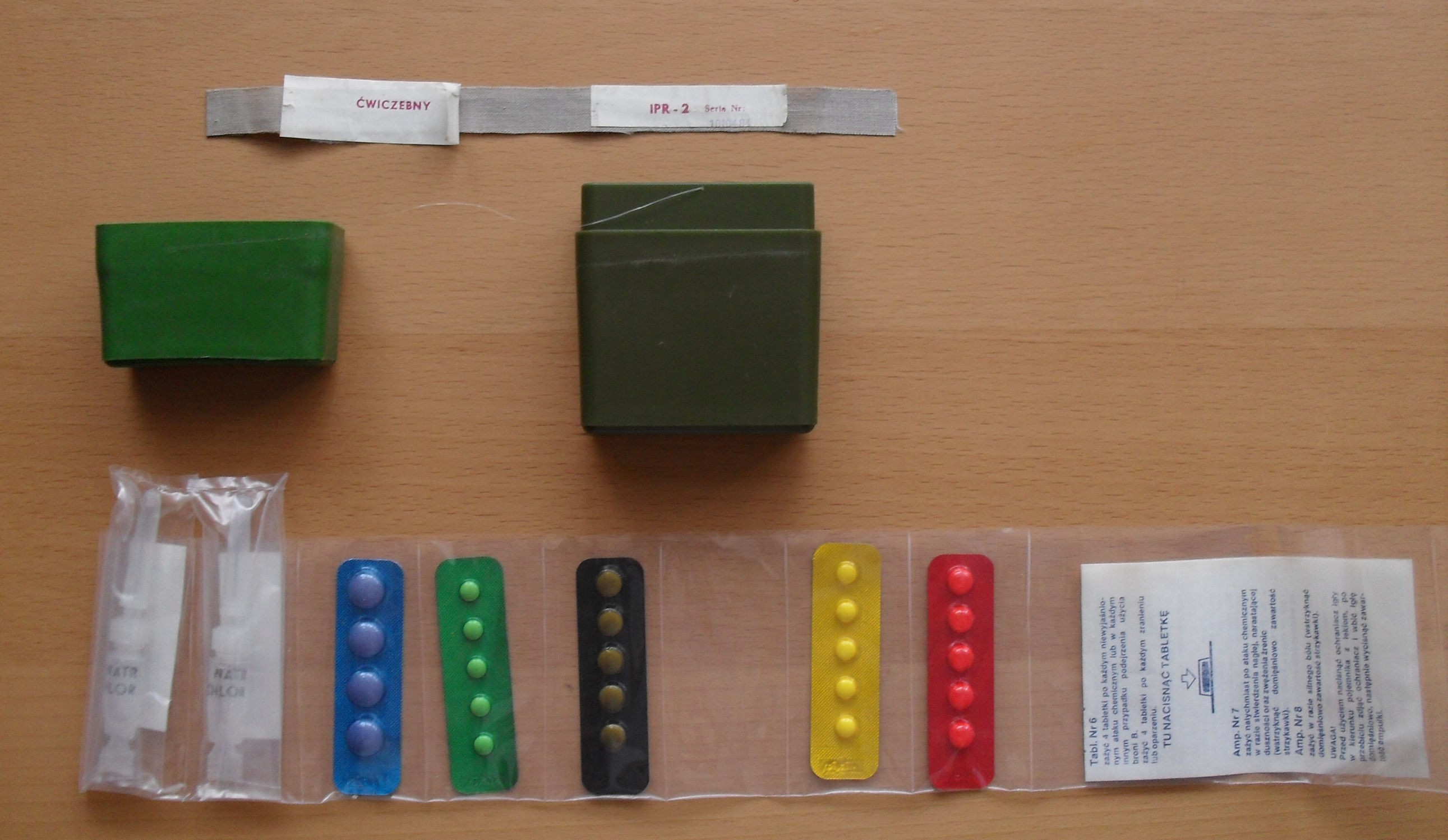
Zawartość ćwiczebnego pakietu IPR

Zgodnie z regulaminem IPR należy przechowywać w kieszeni bocznej wewnętrznej po lewej stronie bluzy munduru polowego.